# Voyennes
Voyennes là một xã ở tỉnh Somme, vùng Hauts-de-France, Pháp.

## Địa lý
Thị trấn này có cự ly khoảng 30 dặm Anh (48 km) về phía tây của Amiens, trên đường D417 ở trong Thung lũng Sông Somme.

## Dân số
| 1962                                                  | 1968 | 1975 | 1982 | 1990 | 1999 |
| ----------------------------------------------------- | ---- | ---- | ---- | ---- | ---- |
| 516                                                   | 551  | 562  | 636  | 619  | 592  |
| Số liệu dân số từ năm 1962, dân số không tính hai lần |      |      |      |      |      |